# Comuna Rosoșa, Teplîk
Rosoșa (în ucraineană Росоша) este o comună în raionul Teplîk, regiunea Vinnița, Ucraina, formată din satele Kameankî, Kojuhivka și Rosoșa (reședința).

## Demografie
Componența lingvistică a satului Rosoșa
     Ucraineană (98,85%)
     Alte limbi (0,99%)
Conform recensământului din 2001, majoritatea populației satului Rosoșa era vorbitoare de ucraineană (98,85%), existând în minoritate și vorbitori de alte limbi.